# Noir et Rouge
Noir et Rouge (NR), en español Negro y Rojo, fue el nombre de una revista anarquista francesa de aparición mensual. Se planificó en 1955 y su primer número salió en 1956. Originalmente fue el órgano del movimiento GAAR (Grupos Anarquistas de Acción Revolucionaria) que luego fue disuelto en 1961 quedando la revista independiente.
Su ámbito principal eran los estudiantes universitarios y su posición ideológica anarquista era heterodoxa, interesándose en la experiencia de socialismo autogestionario (que simplificaban con el término «autogestión») de la República Federativa Socialista de Yugoslavia, la liberación nacional, la guerra de Argelia, etc. A esta revista pertenecieron Daniel Cohn-Bendit y su hermano Gabriel Cohn-Bendit, y el círculo alrededor de ella ejerció una importante influencia en el movimiento anarquista durante los acontecimientos del mayo del 68. Desapareció en 1970.